# Пустая (Калужская область)
Пуста́я  — деревня в Спас-Деменском районе Калужской области России. Входит в состав сельского поселения «Село Чипляево».

## Физико-географическая характеристика
Располагается в 14 км от Спас-Деменска и 132 км от Калуги.
Часовой пояс
Деревня Пустая находится в часовой зоне МСК (московское время). Смещение применяемого времени относительно UTC составляет +3:00.

## Население
| 2002 | 2007 | 2010 |
| ---- | ---- | ---- |
| 10   | ↘5   | ↗8   |

## Известные уроженцы
- Потапов, Михаил Ильич (1926—1967) — советский футболист, чемпион СССР в составе московского «Динамо».